# Dunbabin Point
Dunbabin Point är en udde i Australien. Den ligger i delstaten Tasmanien, i den sydöstra delen av landet, omkring 40 kilometer öster om delstatshuvudstaden Hobart.
Runt Dunbabin Point är det mycket glesbefolkat, med 3 invånare per kvadratkilometer.. Närmaste större samhälle är Carlton, omkring 15 kilometer nordväst om Dunbabin Point. 
Genomsnittlig årsnederbörd är 619 millimeter. Den regnigaste månaden är november, med i genomsnitt 79 mm nederbörd, och den torraste är augusti, med 37 mm nederbörd.